# Daniel Peter
Daniel Peter (9. března 1836 Moudon – 4. listopadu 1919 Vevey) byl švýcarský podnikatel a výrobce čokolády. Roku 1867 založil firmu Peter's Chocolate. Je považován za vynálezce mléčné čokolády. Sušené mléko začal do kakaové směsi přidávat v roce 1875. 

## Život

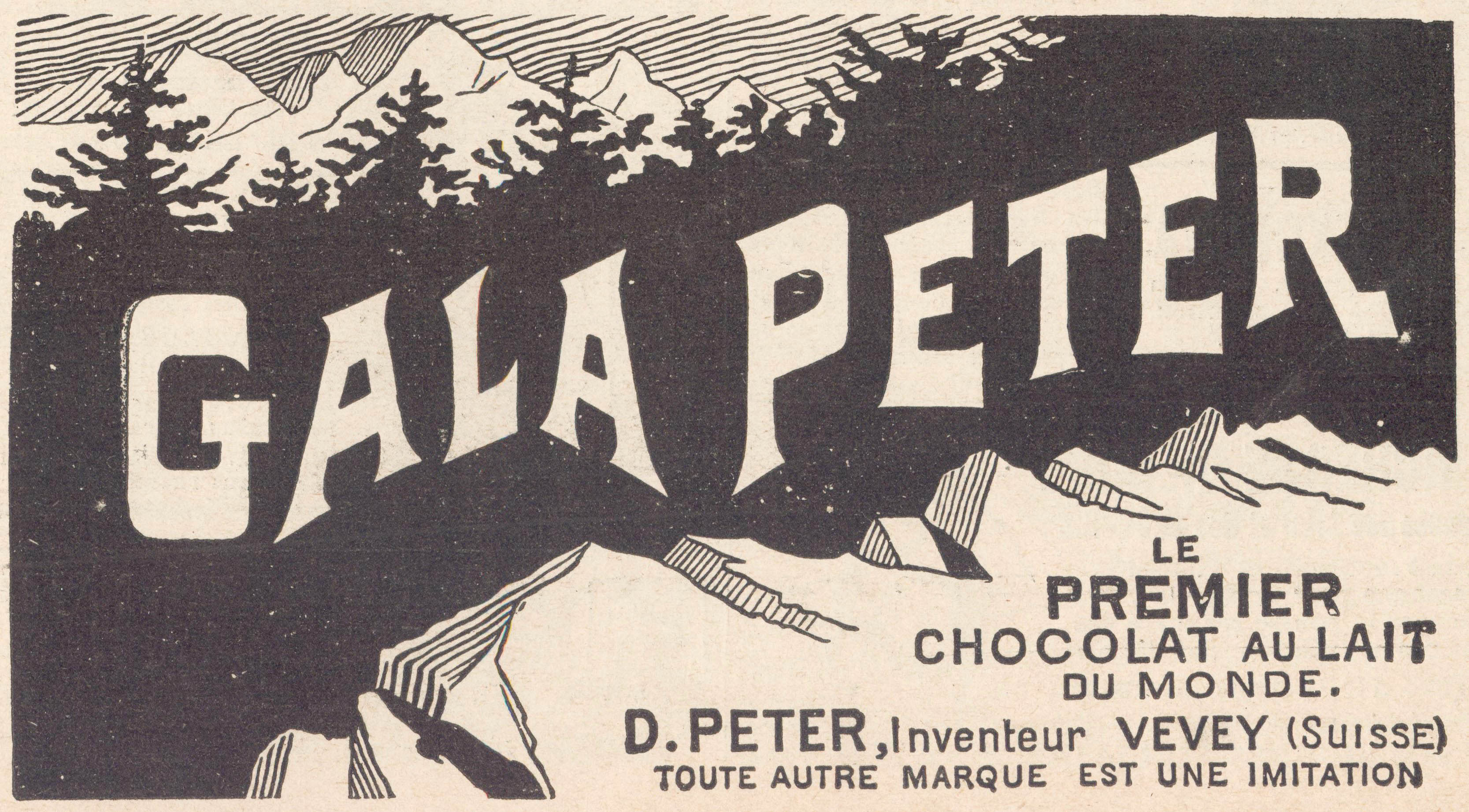
Gala Peter, čokoláda, která změnila svět

Narodil se v rodině alsaského původu. V roce 1856 založil firmu na výrobu svíček Frères Peter, ale brzy se přeorientoval na výrobu čokolády, když poptávka po jeho svíčkách klesla v důsledku zavedení cenově dostupných petrolejových lamp. V roce 1863 se oženil s Fanny-Louise Caillerovou, dcerou Françoise-Louise Caillera, rovněž podnikatele v cukrovinkovém průmyslu.
Vyrobit mléčnou čokoládu se pokusil již v roce 1857, kdy začal do čokoládové směsi přidávat mléko, jenže problém byl ve vodě v mléce obsažené, která způsobovala tvorbu plísní na výrobcích. Teprve když Henri Nestlé, výrobce dětské výživy a jeho soused z Vevey, vynalezl proces kondenzace mléka, mohl Peter v roce 1875, po mnoha letech úsilí, uvést svůj nový výrobek na trh. Úspěch nebyl zpočátku nijak oslnivý. Několik let Peter upravoval původní vzorec, aby čokoládu chuťově i jinak doladil. Průlom přišel až v roce 1887, kdy uvedl na trh značku Gala Peter. ('Gala' značí řecky 'mléko'). Čokoláda Gala Peter byl hit. Peter a další švýcarští výrobci s podobnými výrobky brzy ovládli světový čokoládový trh. Daniel Peter brzy uvedl na trh také značku Delta Peter, která se skládala ze sušeného mléka a kakaového prášku, které bylo možné přidat do vody a vyrobit tak čokoládový nápoj. 
V roce 1879 vytvořili Daniel Peter a Henri Nestlé partnerství. V roce 1904 se Peter spojil s firmou Kohler. Všechny značky firem Peter, Cailler a Kohler koupila v roce 1929 firma Nestlé. Ta je doposavad jednou z největších potravinářských firem světa. 